# Vanua Balavu
Vanua Balavu je jedním z největších fidžijských ostrovů souostroví Lau. Je to korálový ostrov vulkanického původu. Má rozlohu 53 čtverečních kilometrů a maximální výšku 283 m. Je charakteristický svými strmými erodujícími svahy úrodné sopečné půdy. Ostrov má dostatek vodních zdrojů a několik horkých pramenů. Ostrov má rozsáhlou síť pobřežních ostrůvků a útesů včetně ostrůvků zátoky Qilaqila.
Vanua Balavu se honosí Yanuyanu ostrovním resortem, přistávací plochou, přístavem a malou nemocnicí.
Nejznámějším rodákem z Vanua Balavu je Laisenia Qarase, od roku 2000 fidžijský premiér, pocházející z vesnice Mavana.
Další prominentní rodák z Vanua Balavu je akademička, Esther Williams, rodačka z Levukany.